# Onthophagus bidentatus
Onthophagus bidentatus är en skalbaggsart som beskrevs av Pierre-Auguste-Joseph Drapiez 1819. Onthophagus bidentatus ingår i släktet Onthophagus och familjen bladhorningar. Inga underarter finns listade i Catalogue of Life.